# منیزیم فلورید
منیزیم فلورید (به انگلیسی: Magnesium fluoride) با فرمول شیمیایی MgF۲ یک ترکیب شیمیایی با شناسه پاب‌کم ۲۴۵۴۶ است. که جرم مولی آن ۶۲٫۳۰۱۸ g/mol می‌باشد. شکل ظاهری این ترکیب، بلورهای دستگاه بلوری چهارگوشه سفید است.